# Гастінгс Ісмей
Гастінгс Лайонел Ісмей, 1-й барон Ісмей (англ. Hastings Lionel Ismay, 1st Baron Ismay; 21 червня 1887, Наїнітал, Індія — 17 грудня 1965, Бродвей, Вустершир, Велика Британія) — британський військовий і політичний діяч, генерал.

## Освіта
Освіту здобув у Чартерхаусі, Королівській військовій академії в Сандхурсті (1905), Кветтському штабному коледжі (1922) й Королівському штабному коледжі (1924).

## Кар'єра
Службу почав 1907 у складі 21 кавалерійського полку в Індії.
У 1923 було призначено заступником помічника генерал — квартирмейстера Індійської армії.
У 1926 представлений на службу в Імперську раду оборони помічником секретаря.
У 1931—1933 був секретарем віце — короля Індії.
У 1933—1936 — офіцер Генштабу Військового департаменту. У 1936 — заступник секретаря.
У 1939 — секретар Імперської ради оборони.
У травні 1940 після призначення У. Черчилля прем'єр-міністром Великої Британії став начальником його персонального штабу і водночас заступником з військових питань «військового кабінету». За дорученням Черчилля підтримував зв'язок з представниками командування Армії США, брав участь у роботі декількох міжсоюзницьких конференцій.
У 1946 знову був зачислений на дійсну військову службу, займав ряд керівних посад в Індії.
24 березня — 30 листопада 1946 обіймав посаду начальника штаба лорда Маунтбеттена  [Архівовано 24 вересня 2015 у Wayback Machine.]. 1951 року після здобуття Індією незалежності повернувся до Англії.
У 1951–1952 — Міністр у справах Співдружності.
У 1952 став першим Генеральним секретарем НАТО і обіймав цю посаду до 1957.
У 1956—1957 — Голова Північноатлантичної ради.

## Відомі вислови
Гастінгсу Лайонелу Ісмею належать слова: «Тримати росіян зовні, американців усередині, а німців внизу».

## Творчість
Автор «Мемуарів генерала Ісмея», 1960.